# Благоја Страчковски
Благоја Страчковски (Велес, 29. фебруар 1920 — Велес, 14. јануар 1943), био је учесник Народноослободилачке борбе и народни херој Југославије.

## Биографија
Рођен је 29. фебруара 1920. године у Велесу, у сиромашној породици. После завршене основне школе у Велесу, почео је да тражи посао. Кад је одрастао, радио је разне физичке послове. Ломио је камен, копао винограде, садио дуван, носио малтер и остало. Без икаквог припремног стажа ступио је у револуционарни покрет.
Након што је постао члан синдиката, укључио се у њихов рад и учествовао у штрајковима и демонстрацијама против владе. Читајући марксистичку литературу, још се више ангажовао у синдикалном покрету. Његова активност је била уочена, па је почетком 1940. године постао члан Савеза комунистичке омладине Југославије, а крајем године члан Комунистичке партије Југославије.
Након почетка рата и уласка бугарских окупатора у Велес, Благоја је био изабран за члана Месног комитета КПЈ у Велесу и секретара Месног комитета СКОЈ-а. У току целе зиме 1941/1942. године, одржавао је контакте са друговима који је требало у пролеће да оду у партизански одред, јер је у то време главна смерница КПЈ и СКОЈ-а било припремање формирања партизанског одреда. Одред је био формиран у априлу 1942. године. Благоја је радио на омасовљењу одреда, у који је слао нове борце.
Та његова делатност учинила је немогућим његов даљи останак у граду, па је септембра 1942. године отишао у партизански одред „Димитар Влахов“. Одред је имао три чете, а Благоја је постао политички комесар Друге чете. Истакао се у борбама одреда, а по селима, у која је одред улазио, одржавао је говоре у којима је позивао на општенародни устанак и протеривање окупатора.
У децембру 1942. године, у једној борби са веома јаким бугарским војним и полицијским снагама, у којој су многи његови другови пали, а део се пробио, Благоја је на крају остао без муниције и жив пао у руке непријатељу. Бугарски војници су га мучили, тражећи податке о партизанима. Пошто је одбијао да им каже било шта, прво су га живог закопали под земљу, а затим га ископали и сасекли на комаде. Исто су направили и с његовим оцем у касарни у Велесу.
Указом председника Федеративне Народне Републике Југославије Јосипа Броза Тита, 11. октобра 1953. године, проглашен је за народног хероја.